# NK Dravograd
Nogometni klub Dravograd je slovenski nogometni klub iz Dravograda, ki je bil ustanovljen leta 1948. Klub je štiri sezone igral tudi v 1. SNL, trenutno pa igra v petem rangu tekmovanja (2. liga MNZ Maribor).

## Igralski kader za sezono 2023 /24
| Igralno mesto | Ime in priimek   |
| ------------- | ---------------- |
| Vratar        | Tadej Trajkovski |
| Vratar        | Jošt Kadiš       |
| Branilec      | Jaka Račnik      |
| Branilec      | Žan Strojnik     |
| Branilec      | Gal Čede         |
| Branilec      | Maj Naglič       |
| Branilec      | Jan Lampret      |
| Branilec      | Dejan Vučko      |
| Vezist        | Jan Ferk         |
| Vezist        | Blaž Glažer      |
| Vezist        | Miha Preksavec   |
| Vezist        | Davor Rogina     |
| Vezist        | Kristijan Kovač  |
| Napadalec     | Peter Kogelnik   |
| Napadalec     | Boštjan Smrečnik |
| Napadalec     | Mitja Čede       |

## Uspehi
- 2. SNL:

PRVAKI (2x): 1998–99, 2001–02
PODPRVAKI (1x): 1991–92
- 3. SNL Vzhod:

PRVAKI (2x): 1995–96, 2017-18
PODPRVAKI (3x): 1994–95, 2008–09, 2011–12
- Slovenski pokal:

FINALISTI (1x): 2003–04